# Seuil-d'Argonne
Seuil-d'Argonne je francouzská obec v departementu Meuse v regionu Grand Est. Žije zde 523 obyvatel.

## Geografie
Obec leží u hranic departementu Meuse s departementem Marne.

### Sousední obce
| Růžice kompasu | Éclaires (Marne)        | Brizeaux         | Foucaucourt-sur-Thabas | Růžice kompasu |
| Růžice kompasu | Les Charmontois (Marne) | Sever            | Èvres                  | Růžice kompasu |
| Růžice kompasu | Les Charmontois (Marne) | Seuil-d'Argonne  | Èvres                  | Růžice kompasu |
| Růžice kompasu | Les Charmontois (Marne) | Jih              | Èvres                  | Růžice kompasu |
| Růžice kompasu |                         | Lisle-en-Barrois | Vaubecourt             | Růžice kompasu |